# マルク・クレイン
マルク・グレゴリエヴィッチ・クレイン（'Mark Grigorievich Krein、ウクライナ語: Марко Григорович Крейн、ロシア語: Марк Григо́рьевич Крейн、1907年4月3日 - 1989年10月17日）は、ソビエト連邦のユダヤ人数学者で、関数解析のソビエト学派の主要な人物の一人だった。クレインは作用素論（数理物理学からの具体的な問題と密接な関係がある）、モーメントの問題、古典解析、表現論における業績で著名である。
クレインはキエフに生まれ、17歳で家を出てオデッサに向かった。クレインは困難な学歴を送り、最初の学位を得られず、常に反ユダヤ主義の差別にあった。指導教授はニコライ・チェボタリョフだった。
1982年、(ハスラー・ホイットニーと共同で)クレインはウルフ賞数学部門を受賞したが、授賞式に参加することが許されなかった。
ダヴィット・ミルマン、マルク・ナイマルク、イズライル・グラズマン、モシェ・リフシッツとその他の著名な数学者はクレインの学生である。
クレインはオデッサで死去した。
2008年1月14日、マルク・クレインの記念碑がオデッサ大学の主管理棟で公開された。